# Millay (cráter)
Millay es un cráter de impacto en el planeta Venus de 48 km de diámetro. Lleva el nombre de Edna St. Vincent Millay (1892-1950), escritora estadounidense, y su nombre fue aprobado por la Unión Astronómica Internacional en 1991.